# Twinkle Star Sprites
Twinkle Star Sprites (ティンクルスタースプライツ, Tinkuru Sutaa Supuraitsu) est un jeu vidéo de type shoot 'em up compétitif développé par ADK et édité par SNK en 1996 sur borne d'arcade Neo-Geo MVS, et en 1997 sur console Neo-Geo AES et Neo-Geo CD (NGM 224),,,. Le jeu a été porté sur Sega Saturn, Dreamcast et PlayStation 2.

## Principe du jeu
Twinkle Star Sprites est un jeu de tir à progression verticale avec plusieurs particularités significatives. Le style graphique et sonore est résolument mignon (kawaii), ce qui contraste avec l'intensité frénétique de l'action lors des moments les plus chauds. Certains parlent de  cute'em up. Il oppose deux joueurs (un humain contre un CPU ou deux humains) ce qui est relativement inhabituel pour le genre. Il combine également habileté au tir et réflexion se rapprochant vaguement des  jeux de puzzle.
Original, très abouti et remarquablement réalisé, Twinkle Star Sprites, bien que résolument fun, propose une jouabilité profonde et travaillée permettant de vivre des duels mémorables.

## Système de jeu
Des éléments classique du Shoot'em up se combinent avec des éléments inédits. Les attaques sur l'adversaire sont toujours indirectes. On y retrouve un tir normal et un tir plus puissant que l'on obtient en chargeant quelques instants (charge shot). Chaque personnage commence avec deux bombes qui lui permettent en cas de situation désespérée de tout nettoyer à l'écran tout en acquérant brièvement un statut d'invincibilité.
Les deux joueurs se voient séparés par une barre verticale, chacun possédant sa propre zone indépendante. Des séries d'ennemis arrivent ensuite en formation, et le joueur qui arrive à les faire exploser en chaîne (combo) envoie une ou plusieurs boules de feu (Normal Attack) sur l'écran de son adversaire qui devra les esquiver ou les toucher soit en leur tirant dessus, soit par l'effet de l'explosion d'un ennemi. Si l'adversaire les touche, les boules de feu, vertes cette fois, sont renvoyées à l'expéditeur (Reflect Shot), lui donnant l'occasion en les touchant à nouveau d'envoyer des attaques plus puissantes, sous la forme d'un ou plusieurs ennemis indestructibles (Special Attack) ou d'un boss (Boss Attack).
- Les attaques spéciales et les boss varient d'un personnage à l'autre.
- Une jauge de POW se remplit au fur et à mesure du jeu, permettant de lancer des attaques spéciales ou un boss sur l'adversaire sans utiliser le reflect shot.
- Le premier joueur ayant perdu l'entièreté de ses points de vie a perdu (KO).
- On récupère la moitié des points de vie que l'adversaire perd lorsque celui-ci se fait toucher.
- À partir de 30 secondes de jeu au sein d'un round, une bille bleue apparaît au milieu d'une série d'ennemis. Lorsque celle-ci est touchée par le biais d'une explosion, le joueur bénéficie du statut "Fever" au cours duquel les "Normal Attacks" générés deviennent plus rapide et intenses.
- Si la partie s'éternise, un avatar de la grande faucheuse s'en mêle, essayant de causer un KO instantané par contact (Death Attack).
- Un KO final ne peut se produire que via une attaque de l'adversaire ou par Death Attack.
- La victoire s'obtient par un, deux ou trois rounds gagnants.

## Portages et rééditions
Sorti initialement en arcade sur le système Neo-Geo MVS, le jeu a été porté sur Neo-Geo AES le 31 janvier 1997, et le 21 février sur Neo-Geo CD. ADK a par la suite développé une version améliorée du jeu sur Sega Saturn sorti le 7 décembre 1997, dans laquelle apparaît une nouvelle intro animée et surtout un personnage exclusif. Un CD de bonus accompagne également le jeu. Après avoir absorbé ADK, SNK porte Twinkle Star Sprites sur Sega Dreamcast pour une sortie le 23 mars 2000. 
Le jeu sera également inclus dans la compilation dédié aux grands titres de ADK, ADK Tamashii (ADK魂) sortie sur PlayStation 2 le 8 décembre 2008.
Le 9 août 2011, le jeu est disponible sur Console virtuelle Wii au Japon.
Le 26 mai 2016, le jeu est disponible sur la plateforme Steam.

## Liste des personnages
- Load Ran (et Rabicat)(jap. :Load Run) - Héroïne du jeu en solo.
- Realy Till (et Drappy son dragon)
- Yan Yan-Yan
- Kim (jap. :  Do Kesubei)
- Nanja Monja
- Tinker & Linker
- Arthur D. Schmitt
- Griffon, Evin & Burn : sont les gardes du corps de Mevious
- Macky & Pentell

Personnage spéciaux
- Sprites (la version plus âgée de Load Ran)
- Dark Ran (jap. : Dark Run): l'alter-ego maléfique de Load Ran
- Mevious : premier boss du jeu
- Memory : boss final, mère de Load Ran

Personnage exclusif à la version Sega Saturn
- Meirin Kisaragi

## Série
1. Twinkle Star Sprites 2
2. Twinkle Star Sprites 2: La Petite Princesse

## Portage
- Sega Saturn (1997)
- Dreamcast (2000)
- PlayStation 2 (2008)
- Wii Console virtuelle
- Steam (2016)